# Waldo Ballivián
Waldo Ballivián is een gemeente (municipio) in de Boliviaanse provincie Pacajes in het departement La Paz. De gemeente telt naar schatting 5.481 inwoners (2018). De hoofdplaats is Tumarapi.

## Indeling
- Comunidad Taypuma Centro - 344 inwoners (2001)
- Comunidad Viloco - 193 inw.
- Taypuma - 49 inw.
- Tumarapi - 436 inw.
- Viluyo - 167 inw.
- Viloco - 11 inw.
- Zona Poke - 457 inw.